# Canon EOS 5D Mark III
Canon EOS 5D Mark III — цифровой зеркальный фотоаппарат семейства EOS компании Canon, преемник модели Canon EOS 5D Mark II. Фотоаппарат обладает полнокадровой КМОП-матрицей (36 × 24 мм) с эффективным разрешением 22,3 млн пикселей и широкими возможностями видеосъёмки.
Фотоаппарат был представлен 2 марта 2012 года, спустя 25 лет после появления первой модели семейства — Canon EOS 650. Рекомендованная стоимость без объектива — 3499 $.

## Отличия от EOS 5D, 5D Mark II
| Характеристика                      | EOS 5D                                             | EOS 5D Mark II                                           | EOS 5D Mark III                                    | EOS 5D Mark IV                                             |
| ----------------------------------- | -------------------------------------------------- | -------------------------------------------------------- | -------------------------------------------------- | ---------------------------------------------------------- |
| Размер фотосенсора                  | 35,8 × 23,9 мм                                     | 36×24 мм                                                 | 36×24 мм                                           | 36x24 мм, CMOS                                             |
| Разрешение фотосенсора              | 12,8 Мп                                            | 21,1 Мп                                                  | 22,3 Мп                                            | 30,4 Мп                                                    |
| Процессор                           | Digic II                                           | Digic 4                                                  | Digic 5+                                           | Digic 6+                                                   |
| Диапазон чувствительности ISO       | 100—1600 (50—3200)                                 | 100—6400 (50—25600)                                      | 100—25600 (50—102400)                              | 100-32000 (50-102400)                                      |
| Скорость съёмки                     | 3 кадра в секунду                                  | 3,9 кадра в секунду                                      | 6 кадров в секунду                                 | 7 кадров в секунду                                         |
| диагональ LCD-дисплея               | 64 мм                                              | 76 мм                                                    | 81 мм                                              | 81 мм                                                      |
| Площадь покрытия видоискателя       | 96 %                                               | 98 %                                                     | 100 %                                              | 100 %                                                      |
| Батарея                             | BP-511A                                            | LP-E6, LP-E6N                                            | LP-E6, LP-E6N                                      | LP-E6, LP-E6N                                              |
| Съёмка видео                        | нет                                                | да                                                       | да                                                 | да, 4К                                                     |
| Следящий автофокус в видео          | нет                                                | нет                                                      | нет                                                | да                                                         |
| Редактирование видео                | нет                                                | нет                                                      | да                                                 | да                                                         |
| Индивидуальная настройка объективов | нет                                                | до 20                                                    | до 40                                              | до 40                                                      |
| Компенсация экспозиции              | +/-2 EV                                            | +/-2 EV                                                  | +/-5 EV                                            | +/-5 EV                                                    |
| Карты памяти                        | CompactFlash Type I , II (совместимо с Microdrive) | CompactFlash Type I , II (совместимо с Microdrive, UDMA) | CompactFlash Type I (совместимо с UDMA), SD (SDXC) | CompactFlash Type I (совместимо с UDMA 7) SD (SDXC, UHS-I) |

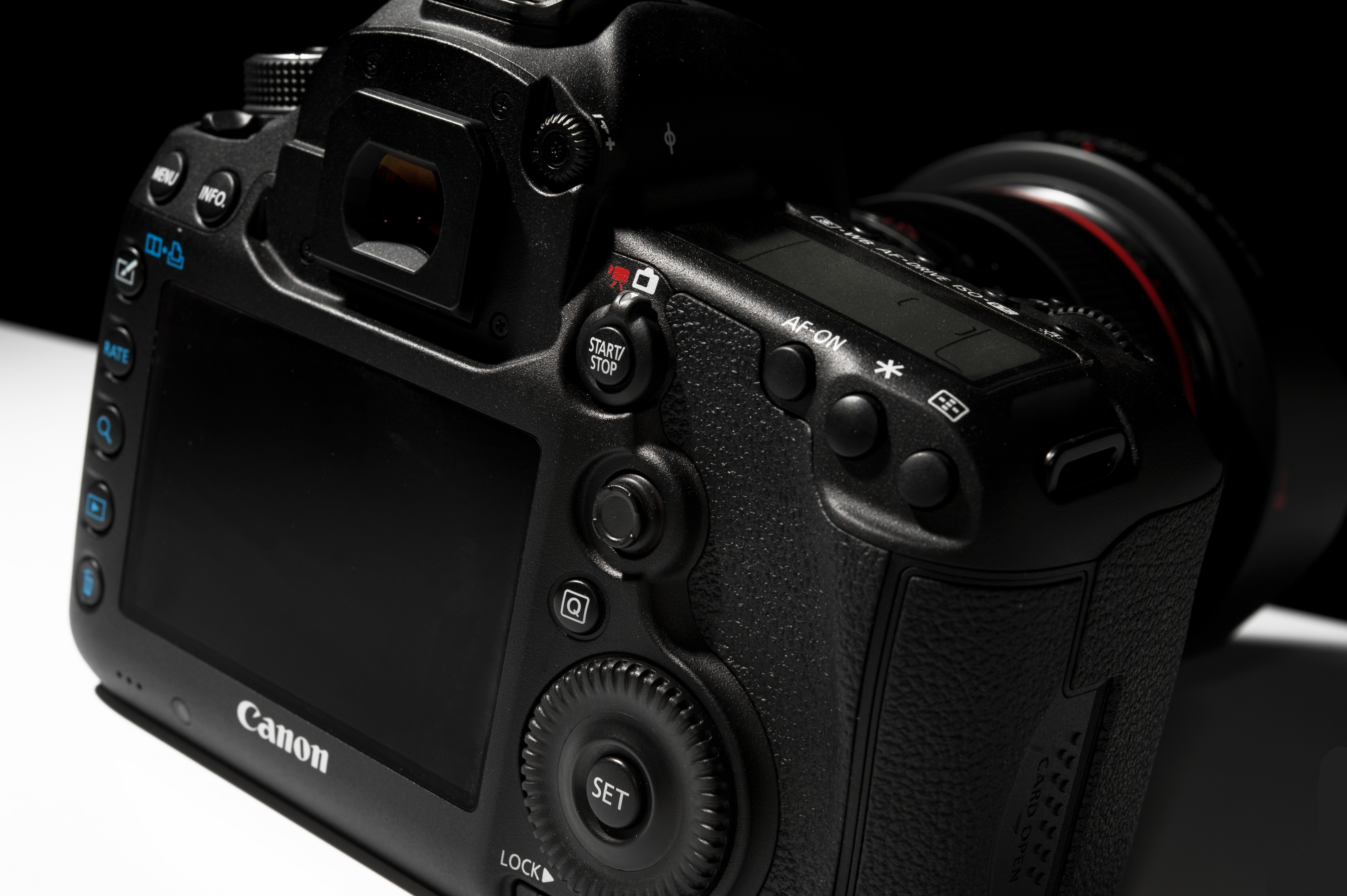
Тыльная сторона
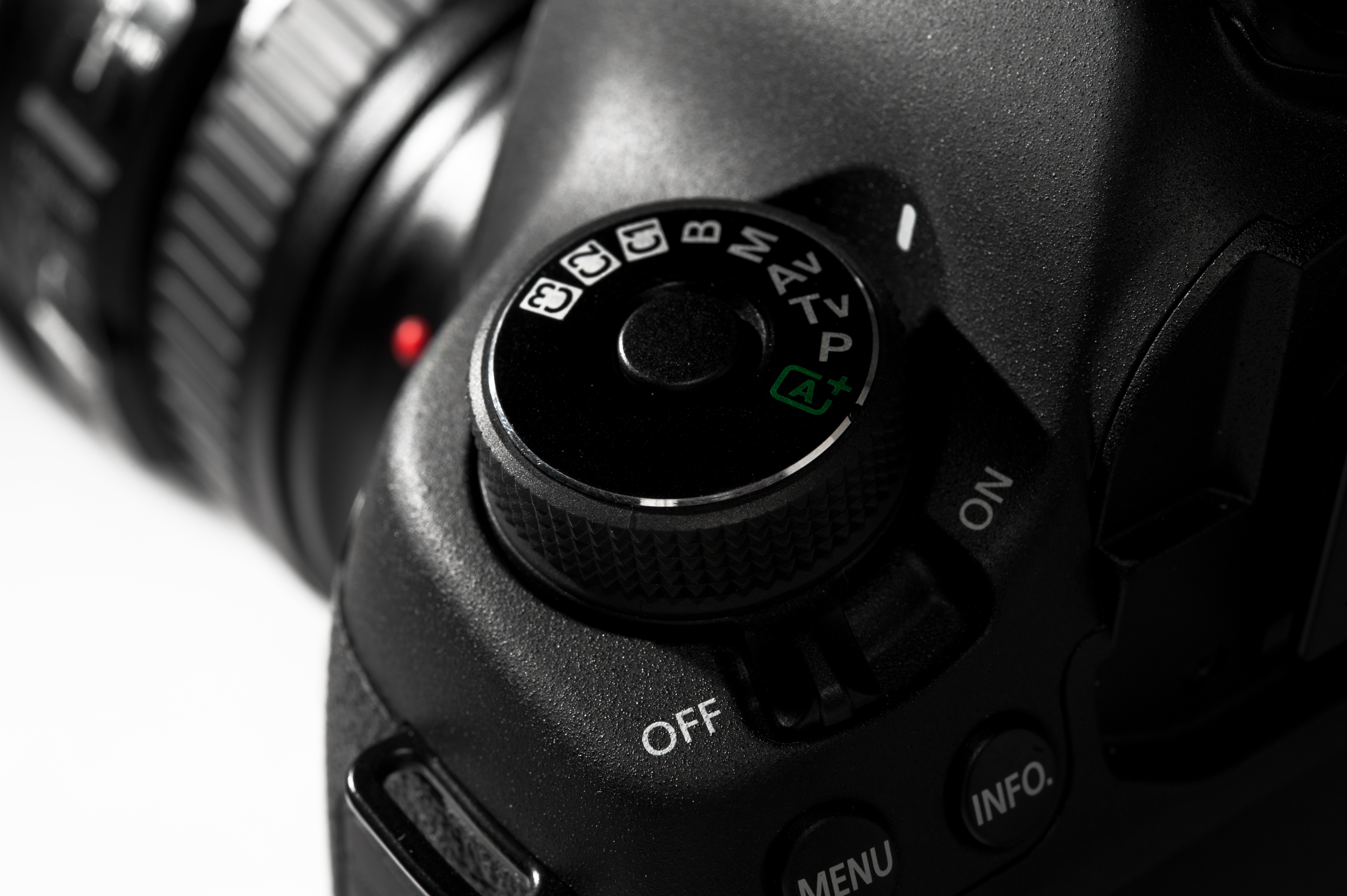
Барабан режимов съёмки

## Конкуренты
Основным конкурентом 5D Mark III является анонсированный месяцем ранее Nikon D800 (рекомендованная стоимость — 3000 $), а также Sony SLT-A99. 5D Mark III обладает меньшим разрешением — 22 млн пикселей против 36 у D800 и 24 у A99, но более высокой чувствительностью сенсора — 25 600 ISO против 6400 в штатном режиме и 102 400 против 25 600 в расширенном, а также более высокой скоростью съёмки: 6 кадров в секунду против 4 у D800. С A99 чувствительность и скорострельность совпадают. По сравнению с D800, У 5D Mark III не предусмотрены сменные фокусировочные экраны и отсутствует встроенная вспышка. Также отсутствует постоянный автофокус в видео, в отличие от A99.

## Известные проблемы с фотоаппаратом

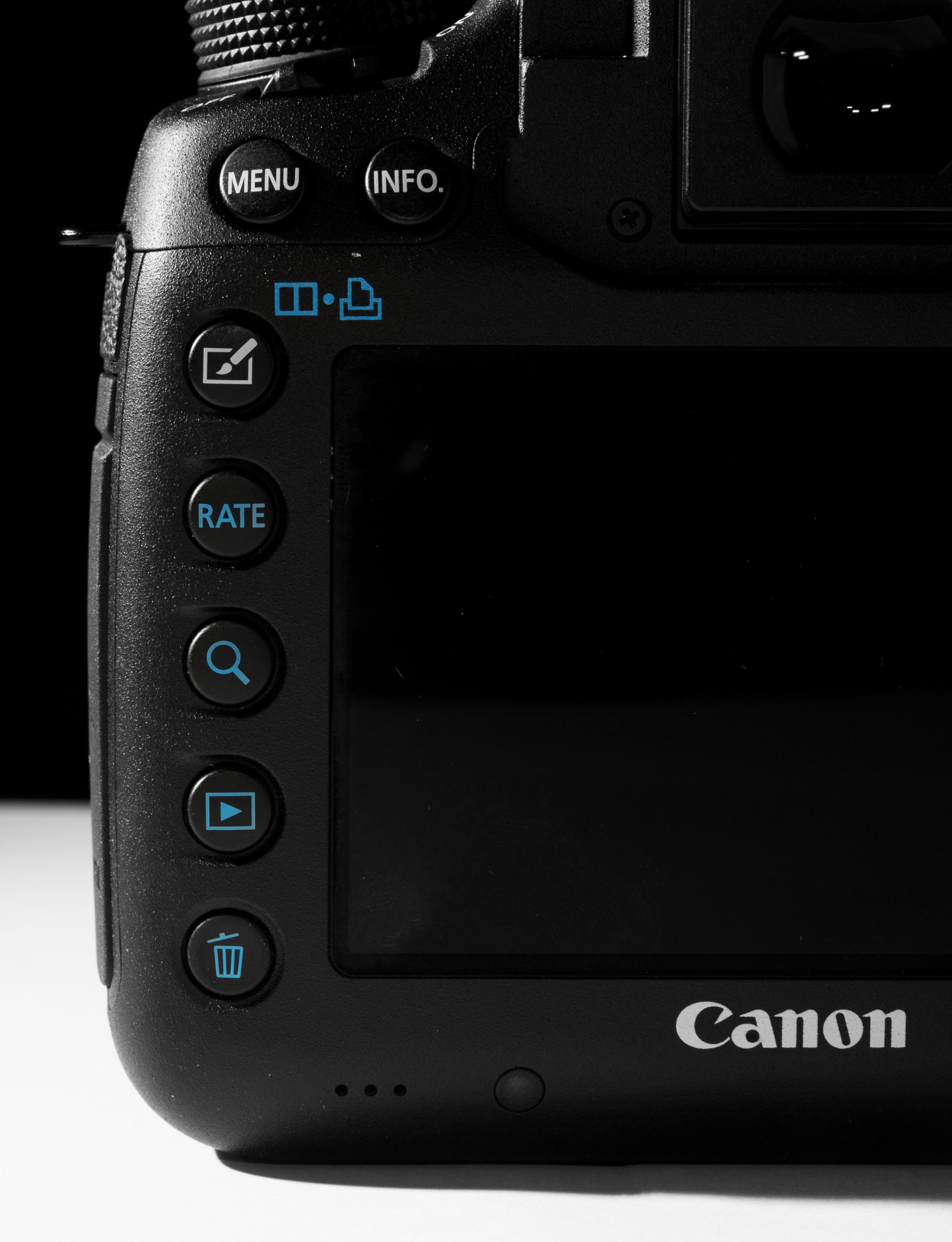
Кнопки управления

Объективы Canon EF 200mm f/2.0 L IS USM и Canon EF 800mm f/5.6 L IS USM издают ненормальный шум при автофокусировке. По сообщению компании, это никак не влияет на качество изображения; шум не возникает при фокусировке в Live View и при съёмке видео.
Также первыми покупателями был замечен факт «утечки света» через верхний экран фотоаппарата. Проявляется это в отклонении показаний экспонометра при включении подсветки в темноте, либо попадании света на экран. Canon признаёт этот факт и с 10 мая через сервисные центры исправляют этот недочёт. Недостатку подвержены фотоаппараты, у которых первая цифра серийного номера — 0, а шестая цифра — 1 или 2. Сайт LensRentals.com опубликовал результаты исследования, где фотоаппараты Canon EOS 5D Mark III и Canon EOS-1D X при работе с объективами Sigma APO 180mm F2.8 EX DG OS HSM Macro и Sigma APO 150mm F2.8 EX DG OS HSM Macro при включённой коррекции периферийной экспозиции выдают JPEG-файлы, у которых периферийные области светлее центрального круга.

## Аксессуары

### Универсальные
Все фотоаппараты Canon EOS совместимы с широким набором аксессуаров, который включает:
- Объективы, телеконвертеры и макрокольца с байонетом Canon EF.
- Вспышки Canon Speedlite и вспышки других производителей для Canon EOS.
- Штативы, крепления для вспышек и другие универсальные устройства с резьбой 1/4".
- Принтеры с поддержкой стандарта Direct Print.

### Совместимые с EOS 5D Mark III
Аксессуары, совместимые лишь с некоторыми фотоаппаратами Canon EOS, включая EOS 5D Mark III:
- Аккумуляторная батарея LP-E6.
- Проводные пульты дистанционного управления с разъёмом N3.
- Беспроводные пульты дистанционного управления RC-1, RC-5, RC-6.
- GPS-приёмник GP-E2.

### Совместимые только с EOS 5D Mark III
- Батарейная ручка BG-E11, позволяющая использовать два аккумулятора LP-E6 или шесть элементов питания AA.
- Беспроводной передатчик WFT-E7.

### Несовместимые с EOS 5D Mark III
EOS 5D Mark III не совместим со следующими аксессуарами для фотоаппаратов Canon EOS:
- Объективы с байонетом EF-S.
- Проводные пульты дистанционного управления отличного от N3 типа.
- Аксессуары, предназначенные для других конкретных моделей (аккумуляторы и зарядные устройства, батарейные ручки, беспроводные передатчики и т. п.).

## Комплект поставки
- Литий-ионная аккумуляторная батарея LP-E6.
- Зарядное устройство LC-E6 или LC-E6E (версия с кабелем питания).
- Наглазник Eg.
- Ремень EW-EOS 5D Mark III.
- Программное обеспечение EOS Digital Solution Disc, руководство по эксплуатации.
- USB-кабель IFC-200U.
- AV-стереокабель AVC-DC400ST.
- Крышка байонета.

## Награды
Canon EOS 5D Mark III стал лауреатом премий TIPA (Technical Image Press Association) и EISA (European Imaging and Sound Association):
- «Лучшая цифровая зеркальная камера для видео» (TIPA Best Video DSLR, 2012)[6],
- «Лучшая фотокамера для опытных пользователей» (EISA European Advanced SLR, 2012—2013).[7]
- «Лучший дизайн продукта» (iF DESIGN AWARD 2014)[8]

## Использование в кинопроизводстве
- Австралийский сериал о модификации автомобилей «Mighty Car Mods[англ.]» был снят при помощи Canon EOS 5D Mark III (одна из камер).
- Шведский короткометражный комедийный фильм «Кунг Фьюри» был снят камерой Canon EOS 5D Mark III.[9]